# Caramanta
Caramanta – miasto w Kolumbii, w departamencie Antioquia.